# Baden-Württemberg zászlaja

Baden-Württemberg állami zászlaja

Baden-Württemberg zászlaja

Baden-Württemberg zászlaja Baden-Württemberg, a Német Szövetségi Köztársaság államának egyik nemzeti jelképe.
A fekete és a sárga a 12. század vége óta Svábföld hercegségi címerének színei. A címer arany pajzsán három fekete oroszlán látható.
A lobogót 1954. szeptember 29-én fogadták el.
A zászló arányai: 3:5.